# Édouard de Salm-Horstmar
Pour les articles homonymes, voir Salm.
Le Prince Édouard Max Vollrath Frédéric de Salm-Horstmar (né le 22 août 1841 au château de Varlar (de) près d'Osterwick et mort le 23 décembre 1923 à Potsdam) est un général de cavalerie prussien, officiel sportif et membre du Comité international olympique.

## Biographie
Il est le troisième fils de Frédéric de Salm-Horstmar (de) (1799-1865) et de son épouse Elisabeth, née de Solms-Rödelheim et Assenheim (1806-1886).
Officier de cavalerie dans l'armée prussienne à partir de 1858, il sert notamment du 14 mai 1890 au 17 octobre 1894 en tant que commandant de la 1re brigade de cavalerie de la Garde, du 18 octobre 1894 au 10 septembre 1908 en tant que président de la Commission générale des ordres, et pendant la Première Guerre mondiale en tant qu'adjudant général de Guillaume II. Après la fin de la guerre, il prend sa retraite.
Vice-président du Comité allemand des Jeux Olympiques de 1900 à Paris, il devient président pour les Jeux de 1904, qui ont alors les fonctions de Comité national olympique. À ce titre, il est membre du Comité international olympique de 1901 à 1905. Il est issu de l'ancienne famille de Salm-Horstmar (de), propriétaires fonciers du Münsterland et est bien connecté à Berlin en tant que membre de l'Union Club (l'ancêtre de la Direction de l'élevage de pur-sang et des courses (de)) et de la Club Automobile Impérial.